# Thomas Banzer
Thomas Banzer (* 1980 oder 1981) ist ein liechtensteinischer Politiker (FBP). 

## Biografie
Banzer absolvierte eine kaufmännische Lehre.
2012 wurde er Geschäftsführer der Fortschrittliche Bürgerpartei. Dieses Amt bekleidete er bis 2015, als er im April zum neuen Parteipräsidenten gewählt wurde und damit Elfried Hasler ablöste. Hasler selbst war seit dem Rücktritt des bisherigen Parteipräsidenten Alexander Batliner im Dezember 2013 Interims-Parteipräsident gewesen. Banzer war bereits damals im Gespräch für Batliners Nachfolge gewesen, hatte jedoch den Zeitpunkt dieses politische Amt zu übernehmen als zu früh erachtet und eine Nominierung abgelehnt.
Im Juli 2018 kündigte er an, 2019 nicht mehr für eine Wiederwahl zum Parteipräsidenten zu kandidieren. Zu seinem Nachfolger wurde am Parteitag am 9. April 2019 Marcus Vogt gewählt, der die Partei bereits von 2005 bis 2009 als Präsident geleitet hatte.